# 北海道道928号上風連中西別線
北海道道928号上風連中西別線（ほっかいどうどう928ごう かみふうれんなかにしべつせん）は、北海道野付郡別海町内を結ぶ一般道道である。

## 概要

### 路線データ
- 起点：北海道野付郡別海町上風連（北海道道813号上風連大別線交点）
- 終点：北海道野付郡別海町中西別光町（国道243号交点）
- 総距離：18.4 km

## 歴史
- 1977年（昭和52年）3月31日 - 路線認定[1]。

## 地理

### 通過する自治体
- 根室振興局
  - 野付郡別海町

### 主な接続道路
別海町
- 北海道道813号上風連大別線 - 上風連（起点）
- 国道243号 - 中西別光町（終点）

### 沿線にある施設など
別海町
- 別海駐屯地